# Tristin Mays

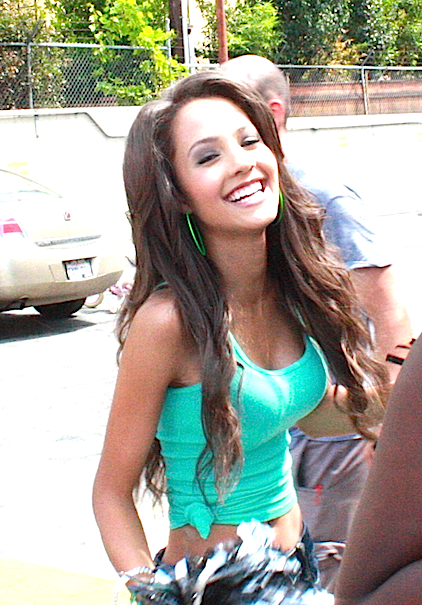
Tristin Mays, 2011

Tristin Mays (* 10. Juni 1990 in New Orleans, Louisiana) ist eine US-amerikanische Schauspielerin und Sängerin.

## Leben und Karriere
Mays wuchs in Staten Island auf. Im jungen Alter war sie unter anderem in Kampagnen für McDonald’s und Hershey’s zu sehen. Des Weiteren spielte sie 1997 die Rolle der jungen Nala in Der König der Löwen am Broadway. Anschließend erhielt sie Rollen in verschiedenen Serien, darunter Alle hassen Chris, Big Time Rush und Victorious.
Mays war Mitglied in der Band Jane3, mit der sie die Single Screensaver veröffentlichte.
Mays gründete ein Unternehmen unter ihrem Spitznamen Trizzio. In ihrer Boutique in Riverside verkauft sie selbstdesignte Handtaschen, Kleidung, Accessoires und Schmuck.

## Filmografie (Auswahl)
- 1996: Harambee!
- 1997: Gullah, Gullah Island
- 2001–2004: Alias – Die Agentin (Alias, Fernsehserie, 3 Episoden)
- 2006: Neds ultimativer Schulwahnsinn (Ned’s Declassified School Survival Guide, Fernsehserie, Episode 2x09)
- 2008: Alle hassen Chris (Everybody Hates Chris, Fernsehserie, Episode 4x03)
- 2009: Private (Fernsehserie, 12 Episoden)
- 2010: True Jackson (Fernsehserie, Episode 2x05)
- 2010–2011: Zeke und Luther (Zeke and Luther, Fernsehserie, 3 Episoden)
- 2010: Big Time Rush (Fernsehserie, 2 Episoden)
- 2010: Kelly Brook’s Cameltoe Shows (Kurzfilm)
- 2011: Hot Dog Water (Kurzfilm)
- 2011: Victorious (Fernsehserie, Episode 2x05)
- 2011: Karate-Chaoten (Kickin’ It, Fernsehserie, Episode 1x07)
- 2011–2012: Fail (Fernsehserie, 6 Episoden)
- 2012: The Newsroom (Fernsehserie, Episode 1x03)
- 2012: Thunderstruck
- 2012: She Is Not My Sister
- 2013: House Party: Tonight’s the Night
- 2015: Die Trauzeugen AG (The Wedding Ringer)
- 2015–2016: Vampire Diaries (The Vampire Diaries, Fernsehserie, 7 Episoden)
- 2015: Night of the Wild – Die Nacht der Bestien (Night of the Wild, Fernsehfilm)
- 2015–2016: Supergirl (Fernsehserie, 2 Episoden)
- 2016–2021: MacGyver (Fernsehserie, 94 Episoden)